# 鱼台孔庙大殿
鱼台孔庙大殿，位于山东省济宁市鱼台县鱼城镇鱼台二中院内，始建于1757年（清乾隆二十二年），主体建筑大成殿长23.7米，宽15.3米，高15.5米，占地面积362平方米。建筑形式为五脊歇山式，7楹42柱，每柱径42厘米。单层飞檐，上覆绿色琉璃瓦，前侧正中有黄色琉璃瓦饰成的菱形图案，飞檐饰以陶制飞兽，殿脊两端“二龙”对峙，内外施斗拱，平拱双昂，五彩缤纷。殿两侧东、西两庑各9楹，前有戟门、棂星门各三楹。中为泮池，东西列名宦祠、乡贤祠、忠义祠、节孝祠。殿东北有启圣祠，后有明伦堂，堂后有敬一亭。文庙四周筑有围墙，大成殿正前方彩色照壁上，饰有九龙、二凤图案，形象生动。照壁前有青云桥，桥南沿鱼城东西大街北侧建有文明坊，飞檐彩绘，-“千古道源”四字。1938年5月，日军攻打县城时，炮火摧毁了大居殿正中二楹。1942年春，鱼台县孔孟学会捐资修复。1945－1948年，附属建筑相继拆毁，今只剩大成殿。1985年10月，公布为市级文物保护单位，1994年公布为省级保护单位。是中华人民共和国山东省文物保护单位之一。
2006年12月7日，授予山东省文物保护单位